# Canoparmelia rodriguesiana
Canoparmelia rodriguesiana är en lavart som först beskrevs av Hue, och fick sitt nu gällande namn av Elix. Canoparmelia rodriguesiana ingår i släktet Canoparmelia och familjen Parmeliaceae.   Inga underarter finns listade i Catalogue of Life.